# Amphistium paradoxum
Amphistium paradoxum è un pesce osseo estinto, appartenente ai pleuronettiformi. Visse nell'Eocene medio (circa 49 milioni di anni fa) e i suoi resti fossili sono stati ritrovati in Italia.

## Descrizione
Questo pesce di piccole dimensioni (solitamente non superava i 10 centimetri di lunghezza) era dotato di un corpo estremamente compresso lateralmente e dal profilo ovale arrotondato. La testa era corta e alta, con occhi piccoli e il muso appuntito. La caratteristica principale di Amphistium era data dalla posizione degli occhi: al contrario di ciò che avviene nei pleuronettiformi odierni come le sogliole e i rombi (con entrambi gli occhi posti su un solo lato del corpo), gli occhi di Amphistium erano ancora su due lati del corpo, anche se uno dei due era posto vicino alla sommità del capo. La pinna dorsale si estendeva lungo tutto il dorso e formava un ampio arco, così come la pinna anale. Le pinne pettorali e quelle pelviche erano molto piccole. La pinna caudale era grande, allungata, non biforcuta e dal margine posteriore arrotondato.

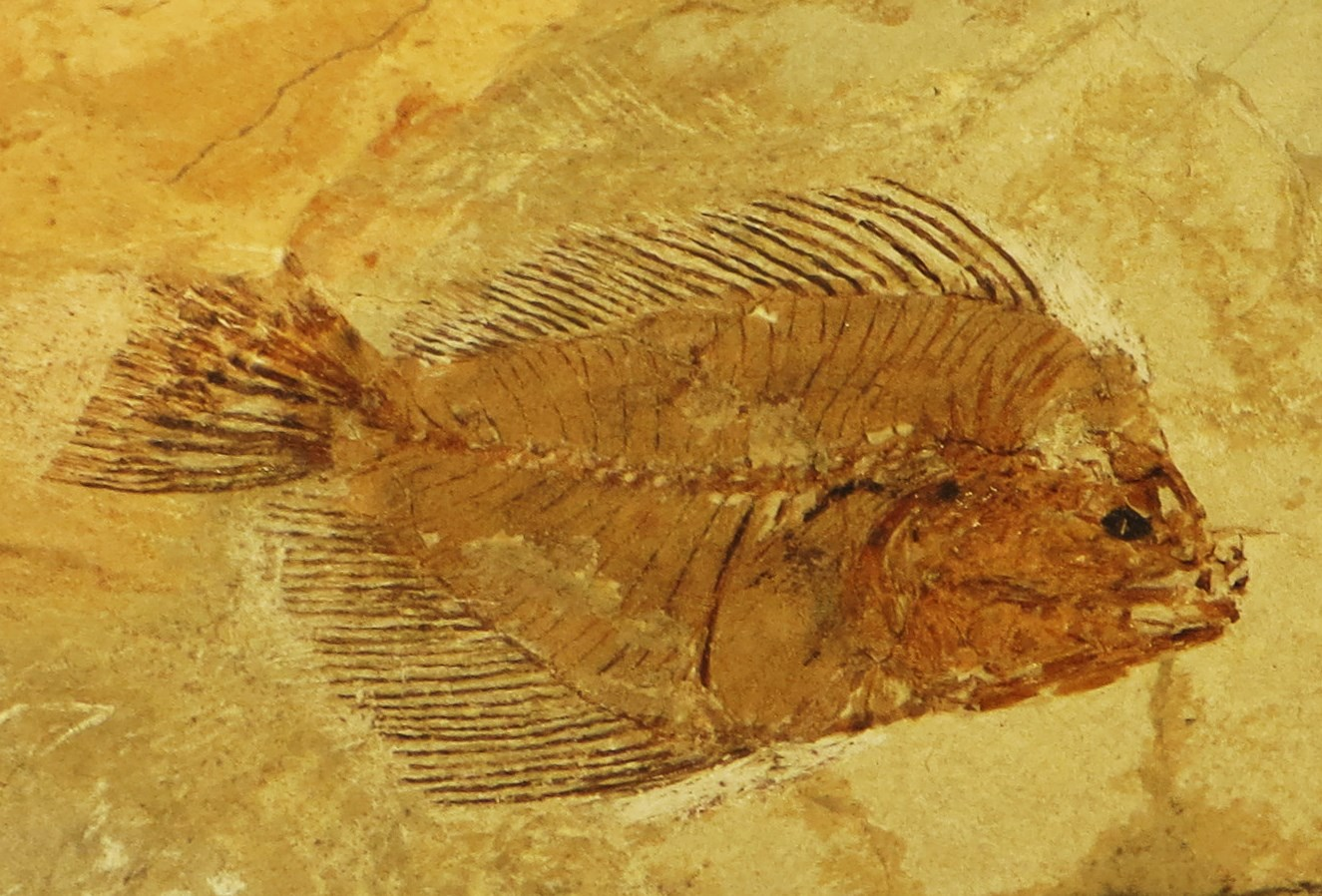
Fossile di Amphistium paradoxum

## Classificazione
A lungo classificato all'interno dei perciformi benché in una famiglia a sé stante (Amphistiidae), Amphistium è stato poi considerato un rappresentante basale dei pleuronettiformi, i cosiddetti pesci piatti di cui fanno parte la sogliola, l'halibut e il rombo (Friedman, 2008). Amphistium è considerato affine a Heteronectes, un altro pleuronettiforme dall'analoga posizione degli occhi. Amphistium paradoxum venne descritto per la prima volta da Louis Agassiz nel 1835, nella sua monumentale opera Recherches sur les Poissons Fossiles.

## Paleoecologia

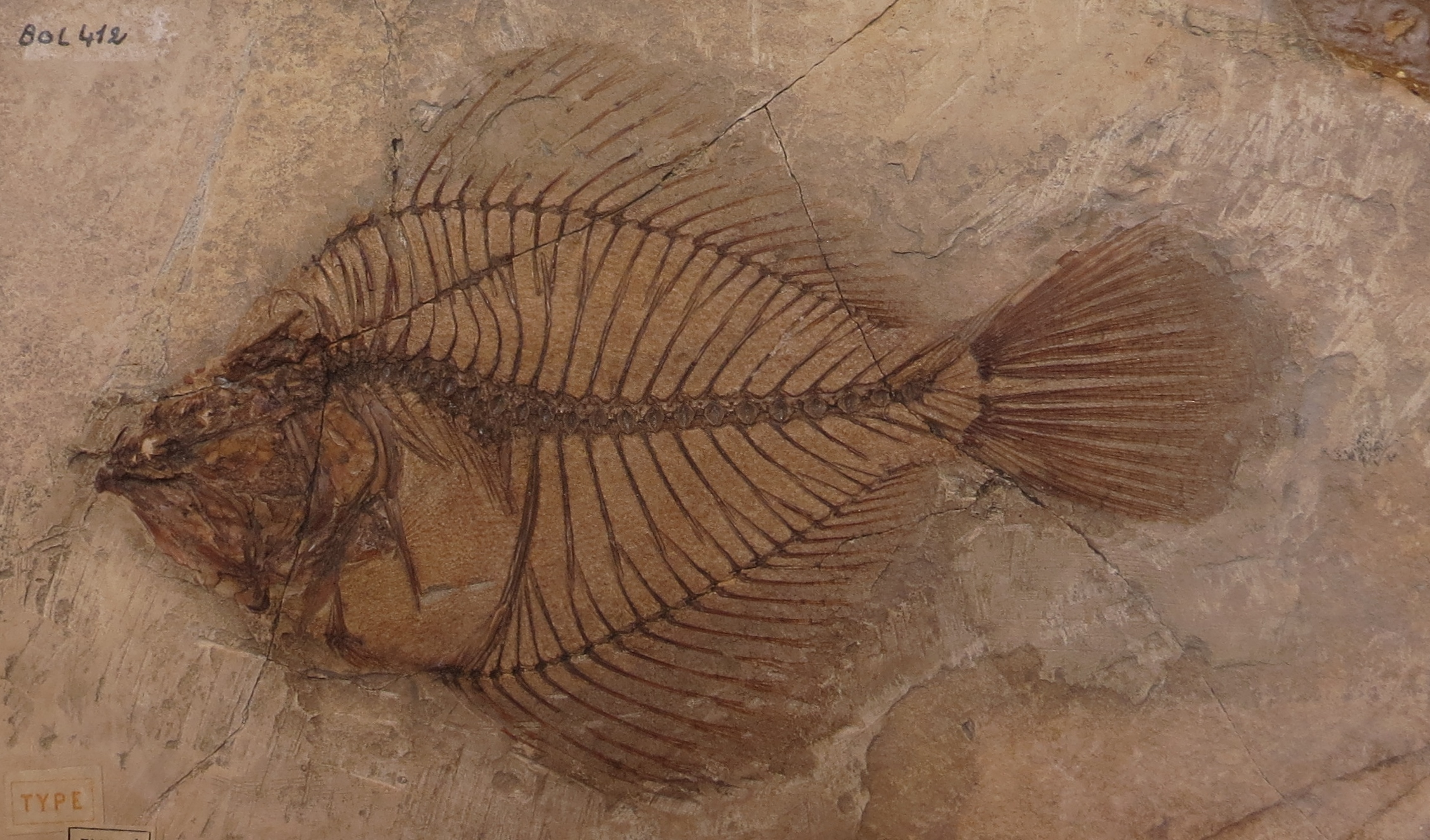
Fossile di Amphistium paradoxum

Amphistium doveva essere un nuotatore lento ma buon manovratore, che viveva tra gli scogli di una laguna tropicale cibandosi di piccoli animali.